# Raw Air 2025
Die 8. Raw Air 2025 war eine Reihe von Skisprungwettkämpfen, die als Teil des Skisprung-Weltcups 2024/25 zwischen dem 12. und 16. März 2025 stattfand. Die Wettkämpfe wurden alle in Norwegen auf zwei verschiedenen Schanzen ausgetragen, nämlich auf der Großschanze von Oslo sowie auf der Skiflugschanze von Vikersund. Für die Frauen war es die fünfte Austragung des Wettbewerbs. Weder bei den Frauen noch bei den Männern fanden in diesem Jahr Teamwettbewerbe statt.
Titelverteidiger der Raw Air 2024 waren die Norwegerin Eirin Maria Kvandal sowie der Österreicher Stefan Kraft. Neue Sieger wurden die Slowenin Nika Prevc und der Deutsche Andreas Wellinger.

## Herren

### Übersicht
| Datum         | Ort           | Schanze                | Anmerkung            | Sieger                                                                                     | Zweiter                                                                                    | Dritter                                                                                    | Führender         |
| ------------- | ------------- | ---------------------- | -------------------- | ------------------------------------------------------------------------------------------ | ------------------------------------------------------------------------------------------ | ------------------------------------------------------------------------------------------ | ----------------- |
| 13. März 2025 | Oslo          | Holmenkollbakken HS134 | Prolog               | Karl Geiger                                                                                | Andreas Wellinger                                                                          | Ryōyū Kobayashi                                                                            | Karl Geiger       |
| 13. März 2025 | Oslo          | Holmenkollbakken HS134 | Einzel               | Ryōyū Kobayashi                                                                            | Jan Hörl                                                                                   | Karl Geiger                                                                                | Ryōyū Kobayashi   |
| 14. März 2025 | Vikersund     | Vikersundbakken HS240  | Skifliegen Prolog    | Domen Prevc                                                                                | Stefan Kraft                                                                               | Timi Zajc                                                                                  | Ryōyū Kobayashi   |
| 15. März 2025 | Vikersund     | Vikersundbakken HS240  | Skifliegen Einzel I  | Andreas Wellinger                                                                          | Timi Zajc                                                                                  | Anže Lanišek                                                                               | Andreas Wellinger |
| 16. März 2025 | Vikersund     | Vikersundbakken HS240  | Skifliegen Prolog    | Die Qualifikation wurde nach 12 von 53 Springern aufgrund der Windbedingungen abgebrochen. | Die Qualifikation wurde nach 12 von 53 Springern aufgrund der Windbedingungen abgebrochen. | Die Qualifikation wurde nach 12 von 53 Springern aufgrund der Windbedingungen abgebrochen. | Andreas Wellinger |
| 16. März 2025 | Vikersund     | Vikersundbakken HS240  | Skifliegen Einzel II | Domen Prevc                                                                                | Andreas Wellinger                                                                          | Ryōyū Kobayashi                                                                            | Andreas Wellinger |
| Gesamtwertung | Gesamtwertung | Gesamtwertung          | Gesamtwertung        | Andreas Wellinger                                                                          | Domen Prevc                                                                                | Ryōyū Kobayashi                                                                            | –                 |

### Wettkämpfe

#### Oslo
Holmenkollbakken, HS134

##### Prolog
Der Prolog zum ersten Einzelwettbewerb in Oslo fand am 13. März 2025 statt.
| Rang | Name                   | Weite   | Punkte |
| ---- | ---------------------- | ------- | ------ |
| 01.  | Karl Geiger            | 129,5 m | 120,3  |
| 02.  | Andreas Wellinger      | 125,5 m | 120,2  |
| 03.  | Ryōyū Kobayashi        | 126,0 m | 118,5  |
| 04.  | Anže Lanišek           | 123,5 m | 117,9  |
| 04.  | Daniel Tschofenig      | 125,0 m | 117,9  |
| 06.  | Aleksander Zniszczoł   | 128,5 m | 115,2  |
| 07.  | Manuel Fettner         | 126,5 m | 113,1  |
| 08.  | Timi Zajc              | 122,5 m | 111,4  |
| 09.  | Killian Peier          | 125,0 m | 110,6  |
| 10.  | Wladimir Sografski     | 124,0 m | 109,3  |
| 11.  | Jan Hörl               | 120,0 m | 107,9  |
| 12.  | Stephan Embacher       | 126,0 m | 107,5  |
| 13.  | Tate Frantz            | 123,5 m | 107,0  |
| 14.  | Paweł Wąsek            | 120,5 m | 106,8  |
| 15.  | Domen Prevc            | 120,0 m | 105,6  |
| 16.  | Yukiya Sato            | 124,5 m | 105,5  |
| 17.  | Dawid Kubacki          | 122,5 m | 105,0  |
| 18.  | Sakutaro Kobayashi     | 124,5 m | 104,7  |
| 19.  | Gregor Deschwanden     | 118,5 m | 104,0  |
| 20.  | Naoki Nakamura         | 118,5 m | 103,7  |
| 21.  | Fredrik Villumstad     | 120,0 m | 103,1  |
| 22.  | Alex Insam             | 122,0 m | 102,3  |
| 23.  | Philipp Raimund        | 119,0 m | 101,9  |
| 24.  | Maciej Kot             | 119,0 m | 101,2  |
| 25.  | Žak Mogel              | 119,0 m | 100,2  |
| 26.  | Kamil Stoch            | 118,0 m | 99,8   |
| 27.  | Pius Paschke           | 116,5 m | 99,2   |
| 27.  | Valentin Foubert       | 117,5 m | 99,2   |
| 29.  | Jakub Wolny            | 120,5 m | 98,2   |
| 30.  | Stefan Kraft           | 116,5 m | 98,0   |
| 31.  | Antti Aalto            | 118,5 m | 97,7   |
| 32.  | Artti Aigro            | 117,5 m | 97,1   |
| 33.  | Ren Nikaido            | 116,0 m | 96,3   |
| 34.  | Michael Hayböck        | 113,5 m | 94,6   |
| 35.  | Jason Colby            | 115,5 m | 92,4   |
| 36.  | Sølve Jokerud Strand   | 117,0 m | 91,0   |
| 37.  | Sindre Ulven Jørgensen | 116,0 m | 90,7   |
| 38.  | Lovro Kos              | 114,5 m | 89,6   |
| 39.  | Felix Trunz            | 117,0 m | 89,0   |
| 40.  | Markus Eisenbichler    | 116,0 m | 88,8   |
| 41.  | Witalij Kalinitschenko | 118,5 m | 88,2   |
| 42.  | Kevin Bickner          | 115,0 m | 85,5   |
| 42.  | Yanick Wasser          | 113,5 m | 85,5   |
| 44.  | Jewhen Marussjak       | 113,5 m | 85,2   |
| 45.  | Eetu Nousiainen        | 111,5 m | 85,1   |
| 46.  | Ilja Misernych         | 111,0 m | 84,9   |
| 47.  | Erik Belshaw           | 115,5 m | 84,5   |
| 48.  | Enzo Milesi            | 114,0 m | 83,7   |
| 49.  | Roman Koudelka         | 111,0 m | 83,1   |
| 50.  | Andrew Urlaub          | 113,0 m | 82,9   |

##### Einzel
Der erste Einzelwettbewerb in Oslo fand am 13. März 2025 statt.
| Rang | Name               | Weite 1 | Weite 2 | Punkte |
| ---- | ------------------ | ------- | ------- | ------ |
| 01   | Ryōyū Kobayashi    | 129,5 m | 127,0 m | 264,1  |
| 02   | Jan Hörl           | 126,0 m | 129,0 m | 253,3  |
| 03   | Karl Geiger        | 126,0 m | 128,0 m | 252,4  |
| 04   | Anže Lanišek       | 123,5 m | 129,5 m | 252,0  |
| 05   | Philipp Raimund    | 129,5 m | 129,0 m | 250,3  |
| 05   | Domen Prevc        | 125,0 m | 127,5 m | 250,3  |
| 07   | Andreas Wellinger  | 125,5 m | 125,0 m | 249,9  |
| 08   | Manuel Fettner     | 121,5 m | 130,0 m | 249,2  |
| 09   | Daniel Tschofenig  | 126,0 m | 127,0 m | 247,1  |
| 10   | Stefan Kraft       | 122,5 m | 125,0 m | 238,9  |
| 11   | Stephan Embacher   | 122,5 m | 123,0 m | 235,1  |
| 12   | Gregor Deschwanden | 121,0 m | 125,5 m | 233,3  |
| 13   | Killian Peier      | 128,0 m | 122,0 m | 233,2  |
| 14   | Naoki Nakamura     | 123,0 m | 122,5 m | 231,2  |
| 15   | Ren Nikaidō        | 118,5 m | 124,0 m | 229,4  |

| Rang | Name                 | Weite 1 | Weite 2 | Punkte |
| ---- | -------------------- | ------- | ------- | ------ |
| 16   | Wladimir Sografski   | 126,5 m | 117,5 m | 226,0  |
| 17   | Paweł Wąsek          | 119,0 m | 123,0 m | 224,8  |
| 18   | Valentin Foubert     | 122,0 m | 120,5 m | 224,6  |
| 19   | Artti Aigro          | 119,0 m | 122,5 m | 224,0  |
| 20   | Kamil Stoch          | 119,5 m | 122,0 m | 223,6  |
| 21   | Timi Zajc            | 116,5 m | 122,0 m | 222,5  |
| 22   | Dawid Kubacki        | 119,5 m | 123,5 m | 222,4  |
| 23   | Žak Mogel            | 123,0 m | 120,5 m | 221,9  |
| 24   | Michael Hayböck      | 117,5 m | 121,0 m | 220,5  |
| 25   | Tate Frantz          | 119,0 m | 120,0 m | 219,6  |
| 26   | Sakutarō Kobayashi   | 120,0 m | 121,0 m | 219,5  |
| 27   | Fredrik Villumstad   | 121,5 m | 119,0 m | 216,9  |
| 28   | Aleksander Zniszczoł | 118,0 m | 118,0 m | 213,7  |
| 29   | Jason Colby          | 124,0 m | 115,0 m | 211,6  |
| 30   | Alex Insam           | 118,5 m | 117,5 m | 211,3  |
| 31   | Jakub Wolny          | 124,5 m | 114,0 m | 210,9  |

#### Vikersund
Vikersundbakken, HS240

##### Prolog
Der Prolog zum ersten Einzelwettbewerb in Vikersund fand am 14. März 2025 statt.
| Rang | Name                 | Weite   | Punkte |
| ---- | -------------------- | ------- | ------ |
| 01.  | Domen Prevc          | 236,0 m | 216,9  |
| 02.  | Stefan Kraft         | 226,0 m | 203,6  |
| 03.  | Timi Zajc            | 230,0 m | 202,5  |
| 04.  | Andreas Wellinger    | 225,0 m | 196,8  |
| 05.  | Karl Geiger          | 225,5 m | 196,6  |
| 06.  | Jan Hörl             | 215,0 m | 193,2  |
| 07.  | Ryōyū Kobayashi      | 216,5 m | 191,0  |
| 08.  | Philipp Raimund      | 218,0 m | 189,1  |
| 09.  | Pius Paschke         | 225,0 m | 186,2  |
| 10.  | Manuel Fettner       | 204,5 m | 184,5  |
| 11.  | Jakub Wolny          | 222,5 m | 183,8  |
| 12.  | Paweł Wąsek          | 216,0 m | 182,8  |
| 13.  | Gregor Deschwanden   | 211,0 m | 182,6  |
| 14.  | Artti Aigro          | 219,5 m | 182,4  |
| 15.  | Daniel Tschofenig    | 198,5 m | 180,5  |
| 16.  | Anže Lanišek         | 211,0 m | 177,7  |
| 17.  | Aleksander Zniszczoł | 212,5 m | 177,6  |
| 18.  | Antti Aalto          | 212,5 m | 173,6  |
| 19.  | Naoki Nakamura       | 205,0 m | 172,5  |
| 20.  | Žak Mogel            | 213,0 m | 171,2  |
| 21.  | Kamil Stoch          | 208,0 m | 170,4  |
| 22.  | Yukiya Satō          | 213,5 m | 170,0  |
| 23.  | Ren Nikaidō          | 206,5 m | 168,7  |
| 24.  | Alex Insam           | 208,0 m | 168,1  |
| 25.  | Tate Frantz          | 204,0 m | 165,4  |
| 26.  | Markus Eisenbichler  | 208,0 m | 164,0  |
| 27.  | Sølve Jokerud Strand | 201,5 m | 154,0  |
| 28.  | Michael Hayböck      | 197,5 m | 149,9  |
| 29.  | Jewhen Marussjak     | 199,0 m | 149,0  |
| 30.  | Wladimir Sografski   | 188,0 m | 148,2  |
| 31.  |                      |         |        |
| 32.  |                      |         |        |
| 33.  |                      |         |        |
| 34.  |                      |         |        |
| 35.  |                      |         |        |
| 36.  |                      |         |        |
| 37.  |                      |         |        |
| 38.  |                      |         |        |
| 39.  |                      |         |        |
| 40.  |                      |         |        |
| 41.  |                      |         |        |
| 42.  |                      |         |        |
| 43.  |                      |         |        |
| 44.  |                      |         |        |
| 45.  |                      |         |        |
| 46.  |                      |         |        |
| 47.  |                      |         |        |
| 48.  |                      |         |        |
| 49.  |                      |         |        |
| 50.  |                      |         |        |

##### Einzel I
Der erste Einzelwettbewerb in Vikersund fand am 15. März 2025 statt.
| Rang | Name                 | Weite 1 | Weite 2 | Punkte |
| ---- | -------------------- | ------- | ------- | ------ |
| 01   | Andreas Wellinger    | 228,0 m | 229,5 m | 436,1  |
| 02   | Timi Zajc            | 234,0 m | 208,0 m | 427,8  |
| 03   | Anže Lanišek         | 208,0 m | 225,0 m | 422,7  |
| 04   | Ryōyū Kobayashi      | 216,0 m | 216,0 m | 413,5  |
| 05   | Domen Prevc          | 219,5 m | 239,0 m | 398,6  |
| 06   | Stefan Kraft         | 205,5 m | 220,0 m | 392,1  |
| 07   | Gregor Deschwanden   | 217,5 m | 209,0 m | 390,1  |
| 08   | Jan Hörl             | 200,0 m | 226,0 m | 386,4  |
| 09   | Pius Paschke         | 204,5 m | 211,5 m | 381,8  |
| 10   | Aleksander Zniszczoł | 209,5 m | 197,5 m | 375,1  |
| 11   | –                    | –       | –       | –      |
| 12   | –                    | –       | –       | –      |
| 13   | –                    | –       | –       | –      |
| 14   | –                    | –       | –       | –      |
| 15   | –                    | –       | –       | –      |

| Rang | Name | Weite 1 | Weite 2 | Punkte |
| ---- | ---- | ------- | ------- | ------ |
| 16   | –    | –       | –       | –      |
| 17   | –    | –       | –       | –      |
| 18   | –    | –       | –       | –      |
| 19   | –    | –       | –       | –      |
| 20   | –    | –       | –       | –      |
| 21   | –    | –       | –       | –      |
| 22   | –    | –       | –       | –      |
| 23   | –    | –       | –       | –      |
| 24   | –    | –       | –       | –      |
| 25   | –    | –       | –       | –      |
| 26   | –    | –       | –       | –      |
| 27   | –    | –       | –       | –      |
| 28   | –    | –       | –       | –      |
| 29   | –    | –       | –       | –      |
| 30   | –    | –       | –       | –      |

##### Prolog
Der Prolog zum zweiten Einzelwettbewerb in Vikersund fand am 16. März 2025 statt, wurde jedoch nach 12 von 53 Springern abgebrochen; alle erhielten eine Starterlaubnis für den Einzelwettbewerb.
| Rang | Name                   | Weite   | Punkte |
| ---- | ---------------------- | ------- | ------ |
| 01.  | Felix Trunz            | 192,5 m | 129,0  |
| 02.  | Adrian Thon Gundersrud | 182,5 m | 126,5  |
| 03.  | Sindre Ulven Jørgensen | 178,5 m | 125,8  |
| 04.  | Muhammed Ali Bedir     | 175,5 m | 102,9  |
| 05.  | Eetu Nousiainen        | 159,5 m | 093,9  |
| 06.  | Andrew Urlaub          | 161,5 m | 093,6  |
| 07.  | Ilja Misernych         | 152,0 m | 070,0  |
| 08.  | Enzo Milesi            | 126,5 m | 051,1  |
| 09.  | Kevin Bickner          | 113,5 m | 037,2  |
| 10.  | Witalij Kalinitschenko | 118,5 m | 033,5  |
| 11.  | Fatih Arda İpcioğlu    | 103,5 m | 023,6  |
| 12.  | Danil Wassiljew        | 098,0 m | 020,3  |

##### Einzel II
Der zweite Einzelwettbewerb in Vikersund fand am 16. März 2025 statt. Aufgrund der Bedingungen wurde nur ein Durchgang ausgetragen.
| Rang | Name               | Weite   | Punkte |
| ---- | ------------------ | ------- | ------ |
| 01   | Domen Prevc        | 247,0 m | 214,5  |
| 02   | Andreas Wellinger  | 230,5 m | 199,2  |
| 03   | Ryōyū Kobayashi    | 222,0 m | 191,2  |
| 04   | Stefan Kraft       | 220,5 m | 188,5  |
| 05   | Anže Lanišek       | 230,5 m | 187,9  |
| 06   | Jan Hörl           | 218,5 m | 182,3  |
| 07   | Gregor Deschwanden | 224,0 m | 181,4  |
| 08   | Manuel Fettner     | 217,0 m | 176,6  |
| 09   | Yukiya Satō        | 220,5 m | 169,4  |
| 10   | Karl Geiger        | 210,0 m | 167,6  |
| 11   | –                  | –       | –      |
| 12   | –                  | –       | –      |
| 13   | –                  | –       | –      |
| 14   | –                  | –       | –      |
| 15   | –                  | –       | –      |

| Rang | Name | Weite | Punkte |
| ---- | ---- | ----- | ------ |
| 16   | –    | –     | –      |
| 17   | –    | –     | –      |
| 18   | –    | –     | –      |
| 19   | –    | –     | –      |
| 20   | –    | –     | –      |
| 21   | –    | –     | –      |
| 22   | –    | –     | –      |
| 23   | –    | –     | –      |
| 24   | –    | –     | –      |
| 25   | –    | –     | –      |
| 26   | –    | –     | –      |
| 27   | –    | –     | –      |
| 28   | –    | –     | –      |
| 29   | –    | –     | –      |
| 30   | –    | –     | –      |

### Gesamtwertung
| Rang | Name               | Punkte |
| ---- | ------------------ | ------ |
| 01.  | Andreas Wellinger  | 1202,2 |
| 02.  | Domen Prevc        | 1185,9 |
| 03.  | Ryōyū Kobayashi    | 1178,3 |
| 04.  | Anže Lanišek       | 1158,2 |
| 05.  | Jan Hörl           | 1123,1 |
| 06.  | Timi Zajc          | 1122,5 |
| 07.  | Stefan Kraft       | 1121,1 |
| 08.  | Karl Geiger        | 1109,2 |
| 09.  | Gregor Deschwanden | 1091,4 |
| 10.  | Manuel Fettner     | 1084,3 |

## Damen

### Übersicht
| Datum         | Ort           | Schanze                | Anmerkung            | Siegerin                                                                                        | Zweite                                                                                          | Dritte                                                                                          | Führende   |
| ------------- | ------------- | ---------------------- | -------------------- | ----------------------------------------------------------------------------------------------- | ----------------------------------------------------------------------------------------------- | ----------------------------------------------------------------------------------------------- | ---------- |
| 13. März 2025 | Oslo          | Holmenkollbakken HS134 | Prolog               | Die Qualifikation wurde nach 27 Springerinnen aus zeitlichen Gründen abgebrochen.               | Die Qualifikation wurde nach 27 Springerinnen aus zeitlichen Gründen abgebrochen.               | Die Qualifikation wurde nach 27 Springerinnen aus zeitlichen Gründen abgebrochen.               | –          |
| 13. März 2025 | Oslo          | Holmenkollbakken HS134 | Einzel               | Nika Prevc                                                                                      | Anna Odine Strøm                                                                                | Eirin Maria Kvandal                                                                             | Nika Prevc |
| 15. März 2025 | Vikersund     | Vikersundbakken HS240  | Skifliegen Einzel I  | Nika Prevc                                                                                      | Ema Klinec                                                                                      | Selina Freitag                                                                                  | Nika Prevc |
| 16. März 2025 | Vikersund     | Vikersundbakken HS240  | Skifliegen Einzel II | Der zweite Einzelwettbewerb der Damen wurde aufgrund des starken wechselhaften Windes abgesagt. | Der zweite Einzelwettbewerb der Damen wurde aufgrund des starken wechselhaften Windes abgesagt. | Der zweite Einzelwettbewerb der Damen wurde aufgrund des starken wechselhaften Windes abgesagt. | Nika Prevc |
| Gesamtwertung | Gesamtwertung | Gesamtwertung          | Gesamtwertung        | Nika Prevc                                                                                      | Eirin Maria Kvandal                                                                             | Anna Odine Strøm                                                                                | –          |

### Wettkämpfe

#### Oslo
Holmenkollbakken, HS134

##### Prolog
Der Prolog zum ersten Einzelwettbewerb in Oslo fand am 13. März 2025 statt, hatte jedoch erst mit Verspätung begonnen und wurde daher nach 27 von 46 Springerinnen aus zeitlichen Gründen abgebrochen.
| Rang | Name | Weite | Punkte |
| ---- | ---- | ----- | ------ |
| 01.  |      |       |        |
| 02.  |      |       |        |
| 03.  |      |       |        |
| 04.  |      |       |        |
| 05.  |      |       |        |
| 06.  |      |       |        |
| 07.  |      |       |        |
| 08.  |      |       |        |
| 09.  |      |       |        |
| 10.  |      |       |        |
| 11.  |      |       |        |
| 12.  |      |       |        |
| 13.  |      |       |        |
| 14.  |      |       |        |
| 15.  |      |       |        |
| 16.  |      |       |        |
| 17.  |      |       |        |
| 18.  |      |       |        |
| 19.  |      |       |        |
| 20.  |      |       |        |
| 21.  |      |       |        |
| 22.  |      |       |        |
| 23.  |      |       |        |
| 24.  |      |       |        |
| 25.  |      |       |        |
| 26.  |      |       |        |
| 27.  |      |       |        |

##### Einzel
Der erste Einzelwettbewerb in Oslo fand am 13. März 2025 statt.
| Rang | Name                       | Weite 1 | Weite 2 | Punkte |
| ---- | -------------------------- | ------- | ------- | ------ |
| 01   | Nika Prevc                 | 131,0 m | 130,0 m | 254,1  |
| 02   | Anna Odine Strøm           | 126,5 m | 123,0 m | 226,2  |
| 03   | Eirin Maria Kvandal        | 124,0 m | 122,5 m | 216,9  |
| 04   | Jacqueline Seifriedsberger | 120,0 m | 127,0 m | 216,8  |
| 05   | Sara Takanashi             | 119,5 m | 124,0 m | 207,0  |
| 06   | –                          | –       | –       | –      |
| 07   | –                          | –       | –       | –      |
| 08   | –                          | –       | –       | –      |
| 09   | –                          | –       | –       | –      |
| 10   | –                          | –       | –       | –      |
| 11   | –                          | –       | –       | –      |
| 12   | –                          | –       | –       | –      |
| 13   | –                          | –       | –       | –      |
| 14   | –                          | –       | –       | –      |
| 15   | –                          | –       | –       | –      |

| Rang | Name | Weite 1 | Weite 2 | Punkte |
| ---- | ---- | ------- | ------- | ------ |
| 16   | –    | –       | –       | –      |
| 17   | –    | –       | –       | –      |
| 18   | –    | –       | –       | –      |
| 19   | –    | –       | –       | –      |
| 20   | –    | –       | –       | –      |
| 21   | –    | –       | –       | –      |
| 22   | –    | –       | –       | –      |
| 23   | –    | –       | –       | –      |
| 24   | –    | –       | –       | –      |
| 25   | –    | –       | –       | –      |
| 26   | –    | –       | –       | –      |
| 27   | –    | –       | –       | –      |
| 28   | –    | –       | –       | –      |
| 29   | –    | –       | –       | –      |
| 30   | –    | –       | –       | –      |

#### Vikersund
Vikersundbakken, HS240

##### Einzel I
Der erste Einzelwettbewerb in Vikersund fand am 15. März 2025 statt.
| Rang | Name                       | Weite   | Punkte |
| ---- | -------------------------- | ------- | ------ |
| 01   | Nika Prevc                 | 213,5 m | 201,1  |
| 02   | Ema Klinec                 | 204,5 m | 169,8  |
| 03   | Selina Freitag             | 200,0 m | 157,0  |
| 04   | Eirin Maria Kvandal        | 191,0 m | 154,4  |
| 05   | Alexandria Loutitt         | 181,5 m | 143,0  |
| 06   | Yūki Itō                   | 189,0 m | 142,1  |
| 07   | Jacqueline Seifriedsberger | 190,5 m | 138,9  |
| 08   | Anna Odine Strøm           | 185,0 m | 131,0  |
| 09   | Katharina Schmid           | 178,0 m | 122,6  |
| 10   | Nozomi Maruyama            | 169,5 m | 122,5  |
| 11   | –                          | –       | –      |

| Rang | Name | Weite | Punkte |
| ---- | ---- | ----- | ------ |
| 12   | –    | –     | –      |
| 13   | –    | –     | –      |
| 14   | –    | –     | –      |
| 15   | –    | –     | –      |
| 16   | –    | –     | –      |
| 17   | –    | –     | –      |
| 18   | –    | –     | –      |
| 19   | –    | –     | –      |
| 20   | –    | –     | –      |
| 21   | –    | –     | –      |
| 22   | –    | –     | –      |

##### Einzel II
Der zweite Einzelwettbewerb in Vikersund sollte am 16. März 2025 stattfinden, wurde aber aufgrund der Windbedingungen und aufgrund eines fehlenden Alternativtermins abgesagt.

### Gesamtwertung
| Rang | Name                       | Punkte |
| ---- | -------------------------- | ------ |
| 01.  | Nika Prevc                 | 455,2  |
| 02.  | Eirin Maria Kvandal        | 371,3  |
| 03.  | Anna Odine Strøm           | 357,2  |
| 04.  | Jacqueline Seifriedsberger | 355,7  |
| 05.  | Selina Freitag             | 353,2  |
| 06.  | Alexandria Loutitt         | 346,4  |
| 07.  | Ema Klinec                 | 340,4  |
| 08.  | Yūki Itō                   | 328,8  |
| 09.  | Lisa Eder                  | 311,1  |
| 10.  | Nozomi Maruyama            | 301,9  |

## Zuschauerzahlen und finanzieller Verlust
Im Zuge der Kontroversen bei der Nordischen Ski-WM 2025 waren die Wettbewerbe nur schlecht besucht. Die Zuschauerzahl in Oslo lag bei ca. 1.000 Personen, was den niedrigsten Wert in der Geschichte der Springen beim Holmenkollen-Skifestival darstellt.
In Vikersund waren trotz etwa 13.000 verkaufter Eintrittskarten laut Veranstalterangaben nur etwa 7.000 Menschen anwesend, wovon Beobachtungen zufolge ca. die Hälfte aus dem Ausland angereist war. Die Zeitung Dagbladet gab eine Zuschauerzahl von 6.000 an. Der Veranstalter erlitt einen finanziellen Verlust von 3,8 Mio. Kronen.